# Explication des oiseaux
Explicação dos Pássaros
Explication des oiseaux (titre original (pt) Explicação dos Pássaros) est le quatrième roman publié par António Lobo Antunes en 1982. Contrairement aux trois premiers, il n'est plus ici question de la guerre d'Angola. Le caractère autobiographique a disparu. Ce que l'on retrouve pourtant c'est une peinture cruelle de la société portugaise. 
On retrouve un personnage en rupture, qui semble ne pas être adapté à la vie, n'ayant pas su faire les bons choix, du moins ceux que l'on attendait de lui. D'un côté, il y a la famille (ses règles, ses hypocrisies, ses mensonges, ses traditions, son "cirque") de l'autre, la société de l'après-révolution (ses aspirations, ses combats idéologiques, ses discussions stériles), deux mondes dont il finit par être exclu. 
On retrouve également le caractère polyphonique de la prose de Lobo Antunes; les narrateurs, les époques se succèdent et s'entremêlent. 

## Résumé
Rui S. va se suicider. Durant les quatre jours que durent le roman, on revient sur son passé à travers ses pensées, mais aussi les dépositions de son entourage (à la police?). Il est convaincu d'avoir raté sa vie: mariages, vie professionnelle, engagement politique, vie familiale... une succession d'échecs. Issu d'un milieu bourgeois proche du régime salazariste, il a d'abord refusé de suivre les traces de son père. Il est devenu professeur universitaire. Son premier mariage avec une femme de son milieu a échoué au grand dam de sa famille. Pire, il a épousé une communiste dont il cherche à se séparer sans trouver les mots pour le faire. De ces deux milieux, il est rejeté. Il est persuadé d'avoir toujours fait les mauvais choix, de ne pas avoir su en faire quand il le fallait. Un moment particulier de son enfance semble avoir déterminé le reste de sa vie, un moment passé avec son père, à parler de sa passion des oiseaux. Une certaine frustration est née de ce que celui-ci lui aurait promis, sans jamais le faire, de lui expliquer les oiseaux. 